# 985
985（九百八十五、九八五、きゅうひゃくはちじゅうご）は、自然数また整数において、984の次で986の前の数である。

## 性質
- 985は合成数であり、約数は 1, 5, 197, 985 である。
  - 約数の和は1188。
- 295番目の半素数であり、1つ前は982、次は989。
- 49番目のスミス数であり、985 = 5 × 197、9 + 8 + 5 = 5 + 1 + 9 + 7。1つ前は958、次は1086。
- 9番目のペル数である。1つ前は408、次は2378。
- 13番目のマルコフ数である。1つ前は610、次は1325。
  - 22 + 1692 + 9852 = 3 × 2 × 169 × 985
- フィボナッチ数列を構成する最初の13数の和である。1つ前は608、次は1595。
985 = 1 + 2 + 3 + 5 + 8 + 13 + 21 + 34 + 55 + 89 + 144 + 233 + 377
- 985 = 122 + 292 = 162 + 272
  - 異なる2つの平方数の和で表せる290番目の数である。1つ前は981、次は986。(オンライン整数列大辞典の数列 A004431)
  - 2つの平方数の和2通りで表せる58番目の数である。1つ前は970、次は986。
- 985 = 22 + 92 + 302 = 32 + 202 + 242 = 62 + 72 + 302 = 62 + 182 + 252 = 122 + 202 + 212
  - 3つの平方数の和5通りで表せる66番目の数である。1つ前は979、次は1006。(オンライン整数列大辞典の数列 A025325)
  - 異なる3つの平方数の和5通りで表せる49番目の数である。1つ前は978、次は1006。(オンライン整数列大辞典の数列 A025343)

## その他 985 に関連すること
- 西暦985年
- 紀元前985年
- 「985工程」は中国政府が1998年5月に発表した、限られた大学に世界水準の研究ができるように重点投資していくとしたもの。